# Bogarra (Caudete)

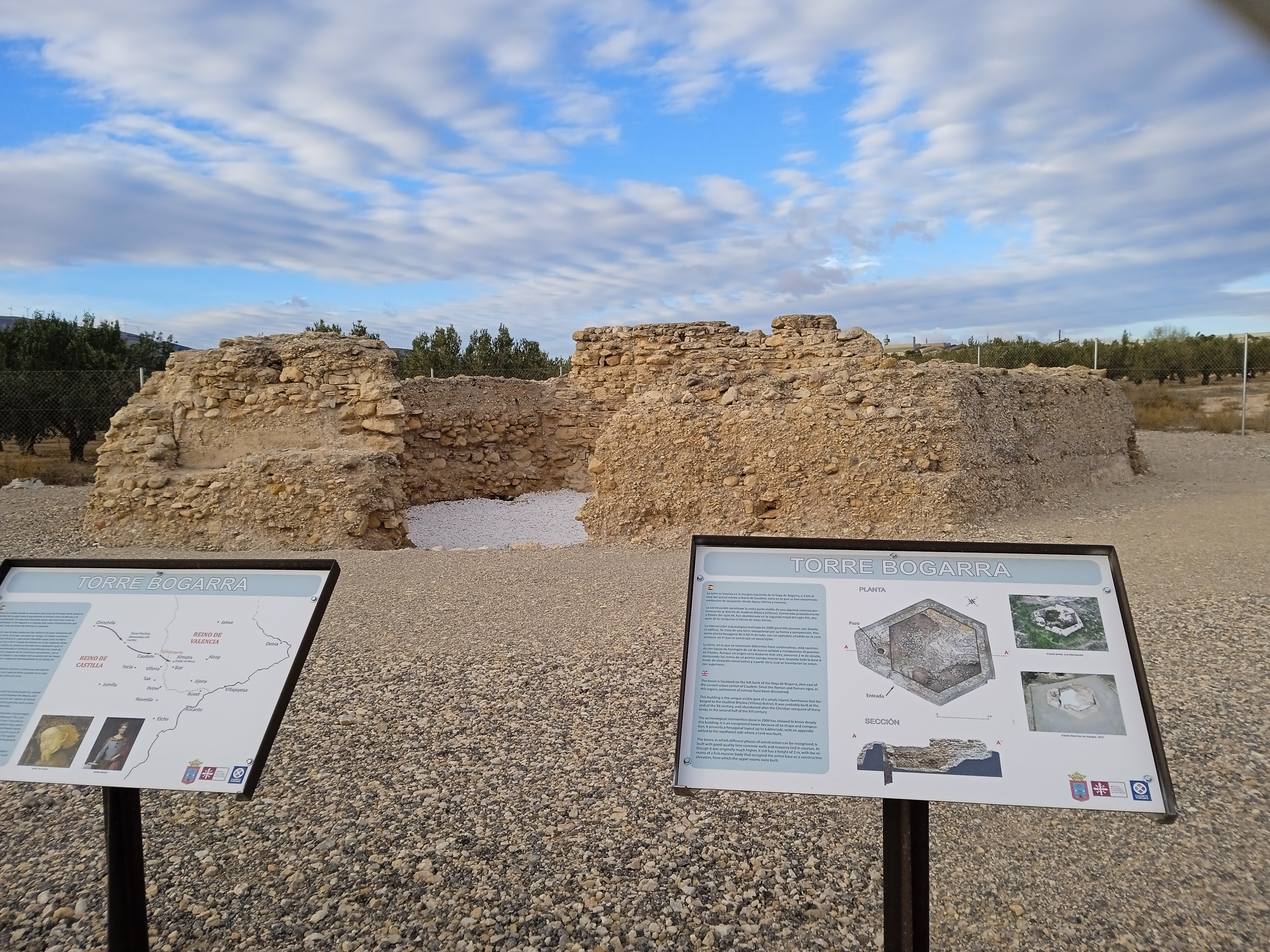
Yacimiento arqueológico de la Torre de Bogarra

Bogarra fue una alquería andalusí situada 2 km al sur de la villa de Caudete, en la provincia de Albacete, España. Se la ha relacionado con la Bqsra que aparece en la versión de Al-Dabbi del pacto de Teodomiro, aunque se cree más probable que esta se relacione con Begastri, en Cehegín (Murcia).
Los restos de la torre constituyen la única parte visible de la alquería islámica, que formó parte del distrito de madinat Bilyana (Villena). Construida en el siglo XII, fue abandonada en la segunda mitad del siglo XIII, después de la conquista cristiana de estas tierras y tras el aplastamiento de la Revuelta Mudéjar de 1264 por Jaime I de Aragón.

## Contexto histórico
La zona de Caudete donde se encuentra esta torre ha formado parte desde la Antigüedad de un paso natural que permite el tránsito entre la Meseta y el Levante peninsular. Por aquí han discurrido vías históricas como la Vía Heraclea o la Vía Augusta, hasta infraestructuras contemporáneas como líneas de ferrocarril o autovías.
La alquería se originó muy probablemente en época almohade en el siglo XII, y según la documentación de la época, se entregó junto con la villa de Caudete al rey Jaime I de Aragón en torno al 1 de marzo de 1244, momento en el que el monarca aragonés tomó también las plazas de Villena y Sax que se encontraban en poder de la Orden de Calatrava desde 1240. 
Para solucionar los conflictos derivados de la expansión cristiana hacia el sur, el infante castellano don Alfonso- futuro Alfonso X de Castilla- viajó desde Chinchilla de Montearagón hasta Campo de Mirra para entrevistarse con su suegro, el rey de Aragón. El 24 de marzo de 1244 el infante Alfonso plantó su campamento junto al castillo de Caudete, que en esos momentos se encontraba ocupado por caballeros calatravos aragoneses, como se ha indicado anteriormente, para después recorrer el camino que une Caudete- Bogarra- Campo de Mirra. En este contexto, se puede deducir que la alquería de Bogarra a mediados del siglo XIII tuvo que tener gran relevancia, pues es citada varias veces en el Llibre dels feits del rey Jaime I como una de las plazas que el aragonés tomó de los musulmanes y que después entregó al infante Alfonso. 
El 26 de marzo de 1244 se firma el Tratado de Almizra entre Jaime I y el futuro rey Alfonso. Por este tratado se fijaban los límites territoriales de la expansión hacia el sur de ambos reinos, reordenando el territorio y repartiéndose las zonas de influencia en el proceso de conquista de los territorios musulmanes. Con la firma del tratado, Caudete y Bogarra, que como se ha mencionado habían sido ocupados por las tropas aragonesas en ese mismo marzo de 1244, pasaron a integrarse en la Corona de Castilla. Esta situación se mantuvo hasta la ocupación militar aragonesa acontecida en 1297, cuando estas tierras pasan nuevamente a la Corona de Aragón y donde se mantendrán hasta 1707. 

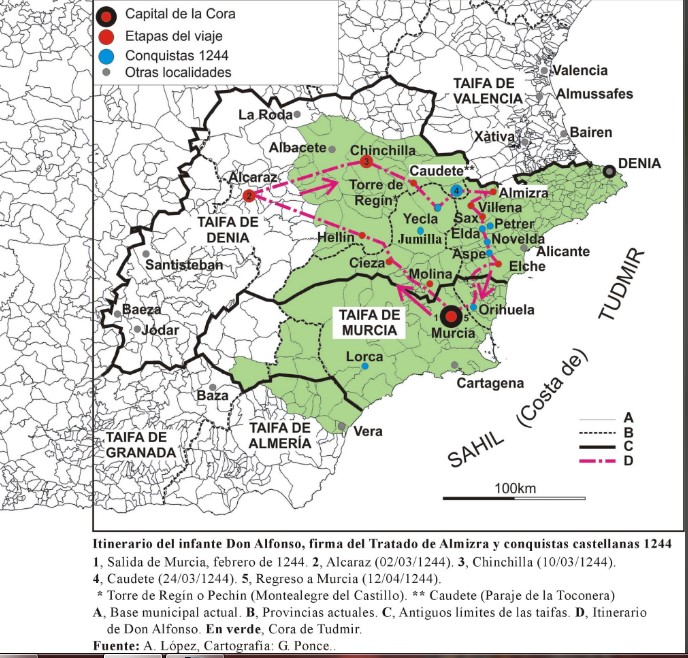
Itinerario del infante Alfonso en 1244

Los restos de la alquería y la vega de Bogarra fueron vendidos por el Señorío de Villena al señor de Caudete en 1355, ya despoblado, en cuyo término permanecen hasta el día de hoy.

## Descripción de la torre

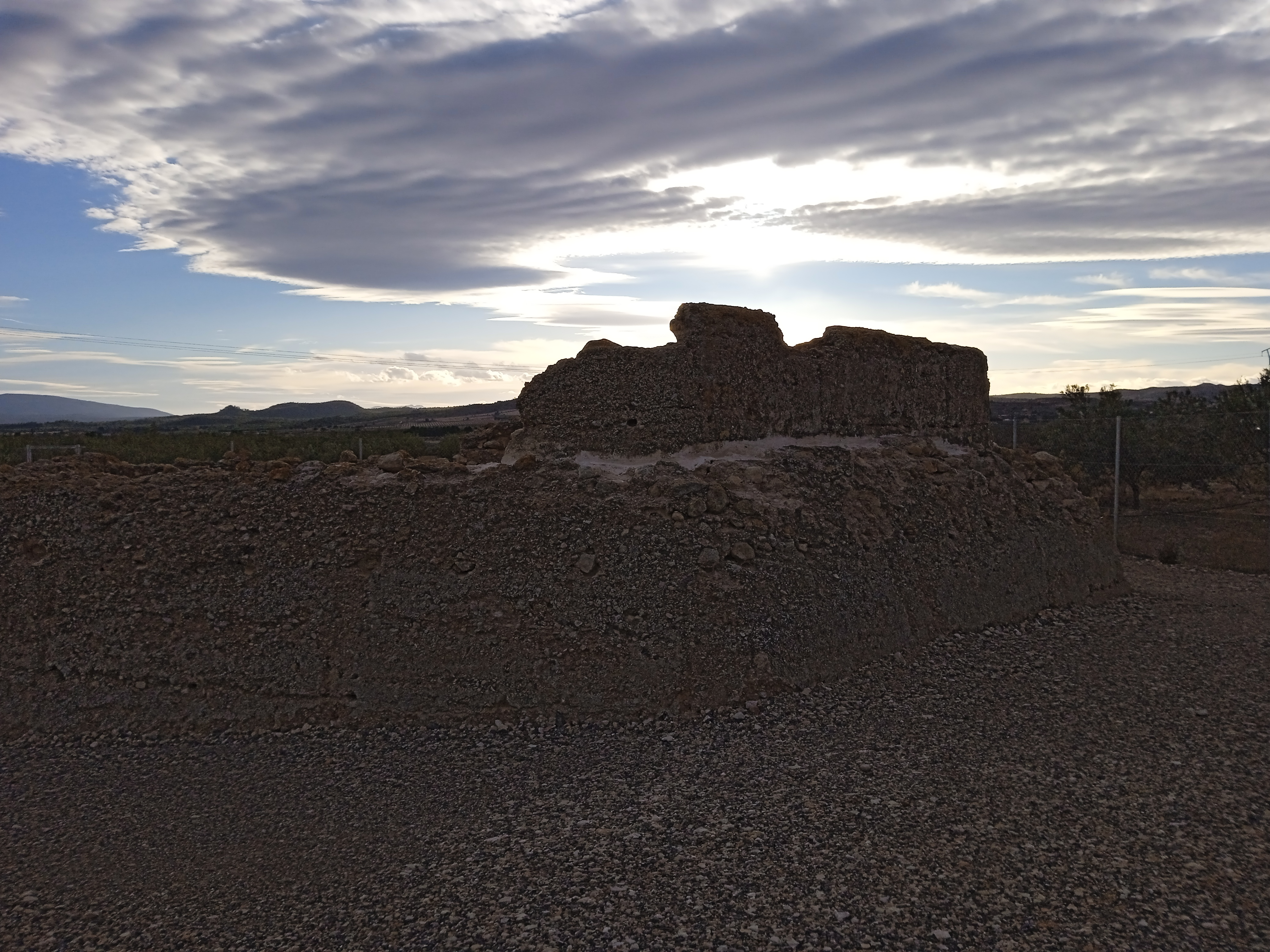
Vistas de la Torre de Bogarra

La torre se encuentra en la margen izquierda de la vega de Bogarra, a 2km al este del actual núcleo urbano de Caudete, zona en la que se han encontrado evidencias de ocupación desde época ibera y romana.
La intervención arqueológica realizada en 2009 permitió conocer con detalle el edificio. Se trata de una torre excepcional por su forma y composición. Presenta planta hexagonal de 6,6m de lado con un apéndice añadido en la cara suroeste en el que se construyó un aljibe. 
La torre, en la que se reconocen diferentes fases constructivas, está construida con tapias de hormigón de cal de buena calidad y mampuestos dispuestos en hiladas. Aunque en origen sería bastante más alta, conserva 2m de alzado, destacando los restos de un primer cuerpo macizo que ocupaba toda la base a modo de elevación constructiva y a partir de la cual se levantarían las estancias superiores. Este método constructivo hace suponer que tanto la torre como las principales construcciones de la alquería fueron llevadas a cabo durante el periodo almohade. 
En 2023 se inició un proceso de recuperación de la torre, con la adecuación de los restos y la instalación de una señalización que desde el castillo de Caudete lleva hasta los restos de la alquería en un proyecto que une los dos principales edificios de época medieval que se conservan en el municipio, así como varios paneles explicativos frente a la misma. 